# Hard Truckin' Rock
Hard Truckin' Rock – trzeci studyjny album polskiego zespołu rockowego Leash Eye zarejestrowany w studiu Sounddivision w Warszawie.

## Lista utworów
1. "Fight The Monster" (muz. Konarski, Kowalski, Sikora, Gruszka, sł. Pańczyk) - 3:36
2. "Me & Mr. Beam" (muz. Konarski, Kowalski, Sikora, Gruszka, sł. Sikora) - 3:04
3. "The Nightmare Ain't Over" (muz. Konarski, Kowalski, Sikora, Gruszka, sł. Pańczyk) - 5:03
4. "Passing Lane Blues" (muz. Konarski, Kowalski, Sikora, Gruszka, sł. Sikora) - 5:09
5. "S.B.F. Anthem" (muz. Konarski, Kowalski, Sikora, Gruszka, sł. Pańczyk) - 4:22
6. "Been Too Long" (muz. Konarski, Kowalski, Sikora, Gruszka, sł. Pańczyk) - 3:56
7. "The Drag" (muz. Konarski, Kowalski, Sikora, Gruszka, sł. Sikora) - 3:52
8. "On The Run" (muz. Konarski, Kowalski, Sikora, Gruszka, sł. Sikora) - 4:57
9. "Twice Betrayed" (muz. Konarski, Kowalski, Sikora, Gruszka, sł. Pańczyk) - 3:50
10. "The Age Ov Kosmotaur" (muz. Konarski, Kowalski, Sikora, Gruszka, sł. Pańczyk, Sikora) - 3:42
11. "The Song About Drinkin', Smokin', Rollin', Rockin' And Basically Doin' It All Wrong" (muz. Konarski, Kowalski, Sikora, Gruszka, sł. Sikora) - 2:14
12. "Never Enough" (muz. Konarski, Kowalski, Sikora, Gruszka, sł. Sikora) - 6:00

## Twórcy
| - Łukasz "Konar" Konarski – perkusja - Marek "Marecki" Kowalski – gitara basowa - Piotr "Voltan" Sikora – instrumenty klawiszowe - Arkadiusz "Opath" Gruszka – gitara | - Sebastian "Sebb" Pańczyk – śpiew - Filip Hałucha – inżynieria dźwięku - Sounddivision – mastering - Bisqp – okładka, oprawa graficzna |